# Emphysem
Als Emphysem bezeichnet man in der Medizin ein übermäßiges oder an einer ungewohnten Stelle auftretendes Vorkommen von Luft. 
Nach der Lokalisation der Luftansammlung unterscheidet man:
- Lungenemphysem
- Hautemphysem: kann sich bei Erkrankung oder nach Verletzung lufthaltiger Organe bilden, seltener aufgrund einer Infektion mit gasbildenden Erregern
- Mediastinalemphysem bildet sich im Raum zwischen den Lungen (Mediastinum)
- Orbitaemphysem bei Orbitafrakturen (Brüchen von Knochen der Augenhöhle), vor allem der medialen Wand